# فرانک بومان
فرانک بومان (به آلمانی: Frank Baumann) بازیکن فوتبال و مدافع اهل آلمان است که از سال ۱۹۹۹ میلادی عضو تیم ملی فوتبال آلمان بوده‌است. وی در ۲۸ بازی ملی حضور داشته است و آخرین بازی ملی خود را در سال ۲۰۰۵ میلادی انجام داد. فرانک بومان در بازی‌های ملی‌اش ۲ گل به ثمر رساند.